# Daniel Sanders
Daniel Sanders (Strelitz, 12 novembre 1819 – Strelitz, 11 marzo 1897) è stato un lessicografo tedesco, di origine ebraica.

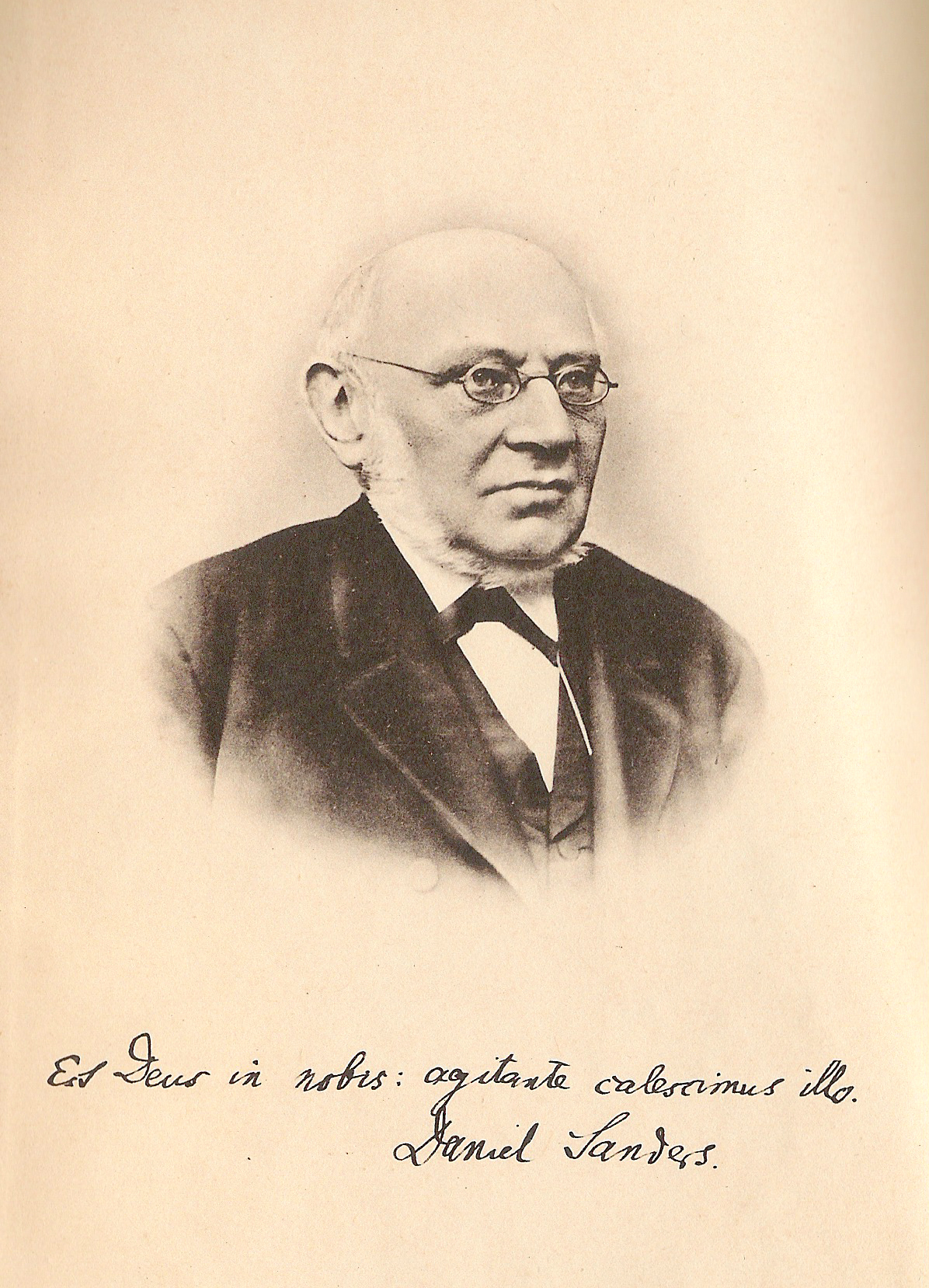
Daniel Sanders

È noto in particolare per il dizionario bilingue inglese-tedesco intitolato Der Große Muret Sanders.

## Biografia

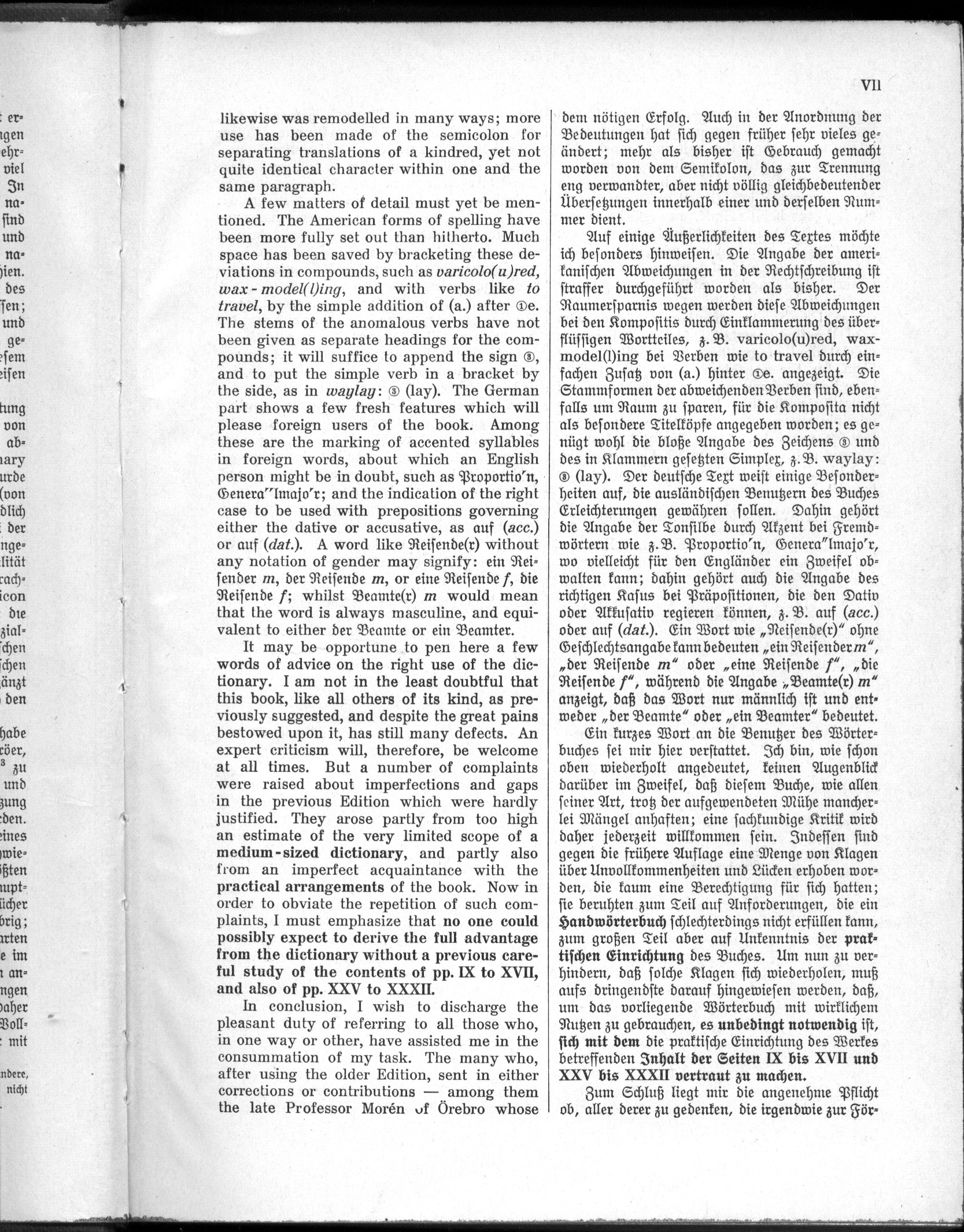
Pagina del dizionario bilingue inglese-tedesco Der Große Muret Sanders

Dopo aver frequentato le elementari nella scuola ebraica locale, si iscrisse al Gymnasium Carolinum nella vicina città di Neustrelitz. Successivamente, si iscrisse all'Università di Berlino e di Halle, dove studiò lingue e letterature classiche, matematica e storia naturale, conseguendo il dottorato.
Dopo  essere stato docente per un decennio nella scuola elementare di Altstrelitz, nel 1852 iniziò a lavorare al dizionario Wörterbuch der deutschen Sprache, dato alle stampe fra il 1859 e il 1865, che propose come alternativo al dizionario Deutsches Wörterbuch di Grimm.
Nel 1856, espresse le sue convinzioni in merito alla riforma ortografica della lingua tedesca in Katechismus der Deutschen Orthographie, opera alla quale seguì un'intensa attività di relatore durante la conferenza svoltasi a Berlino nel 1876 su questo tema.
Nel 1866, pubblicò una traduzione in versi del Cantico dei Cantici, seguito due anni più tardi dalla raccolta di poesie intitolata Heitere Kinderwelt. 

A partire dal 1867 fondò la rivista Zeitschrift für Deutsche Sprache, alla quale collaborò fino alla morte, sopraggiunta ad Altstrelitz nella primavera del 1897.